# Solidaridad Obrera (sindicato histórico)
Solidaridad Obrera fue una organización sindical española formada en 1907 sobre las estructuras de la "Unió Local de Societats Obreres de Barcelona" a fin de reorganizar los sindicatos catalanes muy debilitados a consecuencia del fracaso de la huelga general obrera de 1902 en reivindicación de la jornada de 8 horas y el reconocimiento de derecho de huelga.
Hubo dos reuniones constituyentes de la inicialmente Federación Local de Sociedades Obreras de Barcelona (junio de 1907) a raíz de las cuales se tomó el acuerdo de hacer público un manifiesto común y se constituyó la comisión organizadora formada por:
- Salvador Seguí, de la Sociedad de pintores
- Antoni Badia, de la Asociación de la Dependencia Mercantil
- Bruguera, de la Sociedad de pasteleros y confiteros
- Saví, de la Sociedad de metalurgia
- Sedó, de la Sociedad de tipógrafos

Seguidamente en el mes de julio se publicó en el periódico semanal Tierra y Libertad el manifiesto del que se pueden extraer algunas frases como: 

...como clase obrera sólo podemos tener un fin común: la defensa de nuestros intereses y sólo un ideal puede unirnos, nuestra emancipación económica, que transforma el régimen capitalista actual, basado en la explotación del hombre por el hombre, por un régimen social fundado sobre la base racional del trabajo por la solidaridad humana....

...Recordemos que la emancipación de los trabajadores ha de ser obra de los trabajadores mismos; nosotros os enseñamos el camino, que es la asociación y la solidaridad obrera.
Tierra y Libertad, julio 1907.

En agosto de ese mismo año se constituyó formalmente Solidaridad Obrera con amplia participación, pudiéndose citar a Antoni Fabra, Josep Prat o Tomás Herreros eligiéndose formalmente a la Junta directiva y estableciéndose como premisa que solo podrían adherirse sociedades formadas exclusivamente por obreros.
Rápidamente adquirió una fuerza enorme entre la clase trabajadora, afiliándose múltiples sociedades obreras catalanas en el congreso de 1908 reconstituyéndose como Confederación Regional de Sociedades de Resistencia - Solidaridad Obrera. En este mismo año  publicaron en el periódico Solidaridad Obrera, un manifiesto rechazando un Proyecto de Ley contra el Terrorismo elaborado por el gobierno de Antonio Maura.
Los sucesos de la Semana Trágica de Barcelona y posterior represión de los movimientos obreros significaron un paro de las actividades en 1909. 
Restablecida la Confederación celebró el segundo congreso de Barcelona de 1910 (30, 31 de octubre y 1 de noviembre) en el que se debatió la ampliación territorial a nacional, punto crítico al ya existir la UGT en este ámbito y con fundamentos sólidos en el resto de España, aunque no en Cataluña donde era minoritario. Por amplia votación a favor se tomó el acuerdo de constituirse como confederación obrera a nivel estatal: la Confederación Nacional del Trabajo (CNT).